# Jeanne Macherez
Jeanne Macherez, född 1852, död 1930, var en fransk hjältinna under första världskriget. Hon talade om för de ockuperande tyskarna att hon var Soissons borgmästare och fungerade sedan som sådan under den tyska ockupationen 1914, varunder hon genom sitt samarbete med tyskarna räddade staden och dess innevånare från förstörelse. 